# Slowly Going the Way of the Buffalo
Slowly Going the Way of the Buffalo es el cuarto álbum de estudio del grupo estadounidense de punk rock MxPx. Fue lanzado el 16 de junio de 1998 por A&M Records y Tooth & Nail Records y cuenta con dieciséis pistas, incluido el sencillo «I'm OK, You're OK». El título del álbum fue tomado de una carta que un fan le había escrito a la banda, quejándose de que la banda estaba cambiando y que «lentamente se estaba yendo por el camino del búfalo».

## Antecedentes y lanzamiento
Debido al éxito del sencillo «Chick Magnet» de su álbum anterior Life in General, la banda firmó un contrato de varios álbumes con A&M Records. A&M había firmado previamente un acuerdo con Tooth & Nail Records para comercializar conjuntamente Life in General. Este acuerdo de mercado fue «improvisado para fichar a la banda», según el presidente de A&M, Al Cafaro.
Para generar entusiasmo, A&M seleccionó a 1,000 fanáticos de la banda y, desde abril a junio de 1998, les envió un CD con las canciones del álbum. A pesar de la considerable base de fans de la banda, el sello no se acercaba al álbum con grandes expectativas. El vicepresidente de A&M estimó que el álbum alcanzaría fácilmente las 100,000 copias en ventas. El 6 de mayo, el sencillo «I'm OK, You're OK» se envió a las estaciones de radio de rock moderno. La banda apoyó a Bad Religion en su gira por Europa en mayo. El álbum Slowly Going the Way of the Buffalo fue lanzado el 16 de junio a través de A&M. A partir del 30 de junio, durante cinco semanas, la banda tocó en la edición de 1998 del Warped Tour. En agosto, la banda se presentó junto a Blink-182.

## Lista de canciones
Todas las canciones fueron escritas por Mike Herrera y arregladas por MxPx.
| CD    |                                        |          |  |
| N.º   | Título                                 | Duración |  |
| 1.    | «Under Lock and Key»                   | 2:32     |  |
| 2.    | «Tomorrow's Another Day»               | 2:47     |  |
| 3.    | «The Final Slowdance»                  | 1:59     |  |
| 4.    | «I'm OK, You're OK»                    | 2:39     |  |
| 5.    | «Cold and All Alone»                   | 2:07     |  |
| 6.    | «Party, My House, Be There»            | 2:16     |  |
| 7.    | «The Downfall of Western Civilization» | 2:42     |  |
| 8.    | «Invitation to Understanding»          | 2:33     |  |
| 9.    | «Fist vs Tact»                         | 1:11     |  |
| 10.   | «What's Mine Is Yours»                 | 3:44     |  |
| 11.   | «Self Serving with a Purpose»          | 2:48     |  |
| 12.   | «For Always»                           | 3:12     |  |
| 13.   | «Set the Record Straight»              | 2:57     |  |
| 14.   | «Get with It!»                         | 1:44     |  |
| 15.   | «Inches from Life»                     | 1:51     |  |
| 16.   | «The Theme Fiasco»                     | 3:10     |  |
| 40:29 |                                        |          |  |

## Créditos
| MxPx - Mike Herrera — bajo, voz - Tom Wisniewski — guitarra, coros - Yuri Ruley — batería Músicos adicionales - Ronnie King — teclado - Greg Hetson — guitarra líder en «The Downfall of the Western Civilization» - Dale Yob — voces en «I'm Ok, You're OK» - Jeff Bettger — gritos en «Fist vs. Tact» y «The Theme Fiasco» | Producción - Steve Kravac — productor, mezclas - Aaron Warner — asistente de producción - Al Lay — asistente de mezclas - Brian "Big Bass" Gardner — masterización - Marina Chavez — fotografía - Mitch Tobias — fotografía - John Nissen — ilustraciones - Luke W. Midkiff — ilustraciones / dirección de vídeo |

## Posicionamiento en listas
| Lista (1998)                                    | Mejor posición |
| ----------------------------------------------- | -------------- |
| Estados Unidos (Billboard 200)                  | 99             |
| Estados Unidos (Billboard Top Christian Albums) | 2              |

## Ventas y certificaciones
| País                                               | Organismo certificador | Certificación | Ventas certificadas | Ref.   |
| Ventas                                             | Ventas                 | Ventas        | Ventas              | Ventas |
| -------------------------------------------------- | ---------------------- | ------------- | ------------------- | ------ |
| Estados Unidos                                     | RIAA                   | Oro           | 500 000*            | [ 7 ]  |
| *Cifras de ventas basadas solo en certificaciones. |                        |               |                     |        |

## Historial de lanzamiento
| País   | Fecha               | Formato | Sello                             |
| ------ | ------------------- | ------- | --------------------------------- |
| Varios | 16 de junio de 1998 | CD      | A&M Records, Tooth & Nail Records |